# Mason Phelps Jr
Ne doit pas être confondu avec Mason Phelps, golfeur américain, sans lien de parenté.
Mason Phelps III (né en 1949 et mort le 19 mai 2021,) est un cavalier américain de concours complet.

## Carrière sportive
En 1965, à seize ans, Phelps a sa première sélection au sein de l'équipe équestre des États-Unis. Il participe aux championnats du monde en Irlande, où il a obtenu la 12e place. Phelps a un poste de remplaçant avec l'équipe américaine d'équitation dans l'épreuve de concours complet aux Jeux olympiques d'été de 1968 à Mexico.
Au début des années 1970, Phelps ouvre une écurie et commence à former des cavaliers. Il est aussi gestionnaire d'événements pour les spectacles équestres. Il fonde le San Antonio AA Rated Xmas Show et la New England Horseman's Association Hunt Seat Medal à Springfield, Massachusetts. Phelps est ensuite le président du National Horse Show. Il est également l'organisateur événementiel pour les World Dressage Masters 2012 et fonde l'International Jumping Derby.

## Phelps Media Group
En 2002, Phelps cofonde la société de relations publiques Phelps, Wilkes & Associates. Son premier client est le National Horse Show, qui déménage son siège du Madison Square Garden de New York à Wellington (Floride). En 2004, Phelps fonde le Phelps Media Group en tant qu'agence de relations publiques axée sur l'équitation. Il aide les spectacles équestres à organiser et à commercialiser leurs événements, en plus de servir de représentant des relations publiques aux membres de la communauté équestre.

## Philanthropie
En 1996, après la mort de son frère du SIDA, Phelps et Robert Dover fondent l'Equestrian AIDS Foundation, afin de collecter des fonds pour les membres de la communauté équestre souffrant du SIDA. L'organisation change ensuite son nom en Equestrian Aid Foundation, car elle collecte et distribue des fonds à ceux de la communauté équestre qui ont subi des blessures graves dans le sport. Phelps aide l'organisme caritatif de Floride Back to Basics, qui fournit les éléments essentiels de base dont les enfants ont besoin pour aller à l'école. De plus, il organise des événements de bienfaisance et des galas, notamment des événements avec l'équipe d'équitation des États-Unis, amassant plus d'un million de dollars entre 1996 et 2002.

## Vie privée
Le père de Phelps est Mason Phelps, et sa mère est Peggy Phelps. Il était l'un des trois enfants ; son défunt frère Taylor fut roadie pour Crosby, Stills, Nash & Young puis Stephen Stills, The Band et Neil Young. Mason Phelps Jr a annoncé publiquement son homosexualité. Il organise un tournoi annuel de polo, le Gay Polo League.